# Związek Rezerwistów
Związek Rezerwistów (ros. Союз резервистов) – emigracyjna rosyjska organizacja wojskowa w Mandżukuo.
Związek grupował białych Rosjan i Kozaków zdolnych do służby wojskowej, którzy nie służyli w żadnych jednostkach wojskowych na służbie Japończyków. Członkowie Związku przechodzili systematyczne szkolenia wojskowe, aby w każdej chwili być gotowymi do walki przeciwko Sowietom. W takiej sytuacji mieli oni zgłosić się do lokalnych centrów werbunkowych, skąd mieli zostać wysłani jako uzupełnienie istniejących oddziałów wojskowych. Wszyscy rezerwiści byli umundurowani i otrzymywali comiesięczny żołd. Od 1944 na czele Związku stał ppłk Gurgen Nagolian, jednocześnie dowódca Rosyjskich Oddziałów Wojskowych Armii Mandżukuo. Organizacja liczyła ok. 6 tys. członków.